# Mirion Malle
Mirion Malle, née le 7 juillet 1992 en Charente-Maritime, est une autrice et dessinatrice de bande dessinée française vivant à Montréal. Elle se fait connaître grâce à son blog BD féministe Commando Culotte.

## Biographie
Mirion Malle commence le lycée en filière scientifique pour finalement passer son bac littéraire tout en suivant les classes européennes. Elle continue ensuite en hypokhâgne et khâgne option théâtre à Toulouse, puis valide sa licence d'études théâtrales à la Sorbonne de Paris. Elle continue avec trois ans d'étude à l'École supérieure des arts Saint-Luc, à Bruxelles, en classe de bande dessinée. Elle poursuit un master de sociologie et anthropologie avec une spécialité en genre,. Durant cette période, elle y analyse la question du genre chez les scénaristes de séries télévisées et nourrit sur son blog Commando Culotte qu'elle maintient depuis 2013.
En 2016, après la polémique qui fait rage au sein du 9e art à la suite de la publication de la liste des 30 auteurs sélectionnés pour l’obtention du Grand Prix du Festival international de la bande dessinée d'Angoulême, Mirion Malle entre dans le collectif des créatrices de bande dessinée contre le sexisme.
Son travail sur Commando Culotte connaît la popularité grâce à son contenu féministe qui explore la culture populaire et les tropes du patriarcat avec humour et pédagogie. En 2016, en découle un livre publié aux éditions Ankama dans la collection Label 619,.
En 2018, elle publie La Ligue des Super Féministes aux éditions La Ville Brûle, un ouvrage grand public au ton accessible qui revient sur les principaux concepts autour des discriminations de genre.
En janvier 2020, elle publie C'est comme ça que je disparais aux éditions La Ville Brûle, une œuvre fictionnelle parlant de la dépression et du mal-être d'une jeune femme vivant à Montréal.
En avril 2022, elle publie son second roman graphique, Adieu triste amour aux éditions La ville brûle.
En mai 2024, toujours aux éditions La ville brûle, elle publie un troisième roman graphique, Clémence en colère. Cette oeuvre parle de la colère et de la reconstruction de femmes victimes de violences, à travers l'exploration du personnage de Clémence, dans sa thérapie collective et dans ses amitiés.

## Vie privée
Mirion Malle est ouvertement lesbienne.

## Publications
- Intinimitié amoureuse, en collaboration avec Thomas Mathieu, édition Warum, coll. « Décadence », 2013  (ISBN 978-2-365-35034-1)
- Commando Culotte, Ankama Éditions, coll. Label 619, 2016  (ISBN 978-2-359-10816-3)
- Héro(ïne)s : La Représentation féminine en bande-dessinée, collectif d'auteurs et d'autrices, éditions du Lyon BD festival, 2016  (ISBN 978-2-9547148-5-1)
- Les règles...quelle aventure !, en collaboration avec Élise Thiébaut, éditions La Ville Brûle, collection Jamais trop tôt, 4 décembre 2017  (ISBN 9782360120949)
- La Ligue des Super Féministes[9], éditions La Ville Brûle, 2018  (ISBN 978-2-36012-1120)
- Léa Bordier (scénario), Cher corps[14], Éditions Delcourt, 2019  (ISBN 978-2-413-01359-4)
- C'est comme ça que je disparais, éditions La Ville Brûle, 2020  (ISBN 9782360121205)
- (illustration) Ce que pèsent les mots, Lucy Michel, éditions La Ville Brûle, collection Jamais trop tôt, 2020  (ISBN 9782360121243)
- (illustration) Sous nos yeux. Petit manifeste pour une révolution du regard, Iris Brey, éditions La Ville Brûle, collection Jamais trop tôt, 2021  (ISBN 9782360121373)
- (illustration) Internet aussi, c'est la vraie vie !, Lucie Ronfaut-Hazard, éditions La Ville Brûle, collection Jamais trop tôt, 2022  (ISBN 9782360121342)
- Adieu triste amour, éditions La Ville Brûle, 2022  (ISBN 9782360121526)
- Clémence en colère, éditions La Ville Brûle, 2024  (ISBN 9782360121663)